# Hola Mohalla

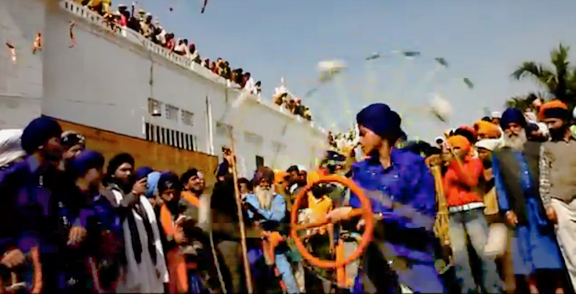
Un épisode d'une Hola Mohalla.

Hola Mohalla (ou Hola Mahalla) est un festival sikh qui se tient dans le mois de Chet dans le calendrier sikh, généralement en mars dans le calendrier grégorien. Ces journées de rassemblement ont été instituées par Guru Gobind Singh, un des gourous fondateurs du sikhisme. Des affrontements, des joutes entre sikhs ont lieu aussi bien au niveau des arts martiaux que de l'épée et du maniement des arcs, afin de montrer sa bravoure; tout cela se passe dans un esprit ludique, bien que l'aspect guerrier de ce rassemblement ait tendance à disparaître actuellement. Des concours de poésie et de musique se déroulent également lors de cette semaine. Les repas pris avec la communauté présente sont aussi un moment important de ce festival. Généralement le défilé va d'un temple à un autre. En 1899, avec l'anniversaire de la naissance de Guru Nanak et l'institution du Khalsa, Hola Mohalla faisait partie des festivals les plus fêtés par les sikhs.